# Motor Club Sabadell
El Motor Club Sabadell, abreujat MCS, és una entitat esportiva sense afany de lucre catalana dedicada a l'automobilisme que fou fundada a Sabadell el 2003. Presidit des de llavors fins al 2015 per Carles Aluju Camps, engloba diverses disciplines del motor i ha organitzat, entre d'altres, el Ral·li PK7 Sabadell (2001-2002), el Ral·li Ciutat de Sabadell (2003-2004) del Campionat d'Espanya de ral·lis de terra, i el Ral·li dels Cingles (2004). Des del 2005 fins al 2012 recuperà el Ral·li de la Llana (1968-1972) però en versió Regularitat, i des del 2013 el Ral·li de la Llana Trofeu Autosi en versió velocitat i regularitat RS i RSS de la FCA. El 2012 organitzà la Fira Clàssic Motor, i els 2013 i 2014 la Fira Motor Competición. L'any 2016, el Motor Club tenia més de 350 socis en actiu.